# Xingyang
Xingyang (荥阳 ; pinyin : Xíngyáng) è una città della provincia dell'Henan in Cina. Si tratta di una città-distretto collocata sotto la giurisdizione amministrativa della prefettura di Zhengzhou.

## Storia
Conosciuta storicamente col nome di Yingyang (滎陽), originariamente si chiamava Ao (隞 o 囂) e fu una delle capitali della Chine durante la Dinastia Shang dal re Zhong Ding (仲丁) fino a He Dan Jia (河亶甲).

## Società

### Evoluzione demografica
La popolazione del distretto era di 648.531 abitanti nel 1999.